# Execution Dock

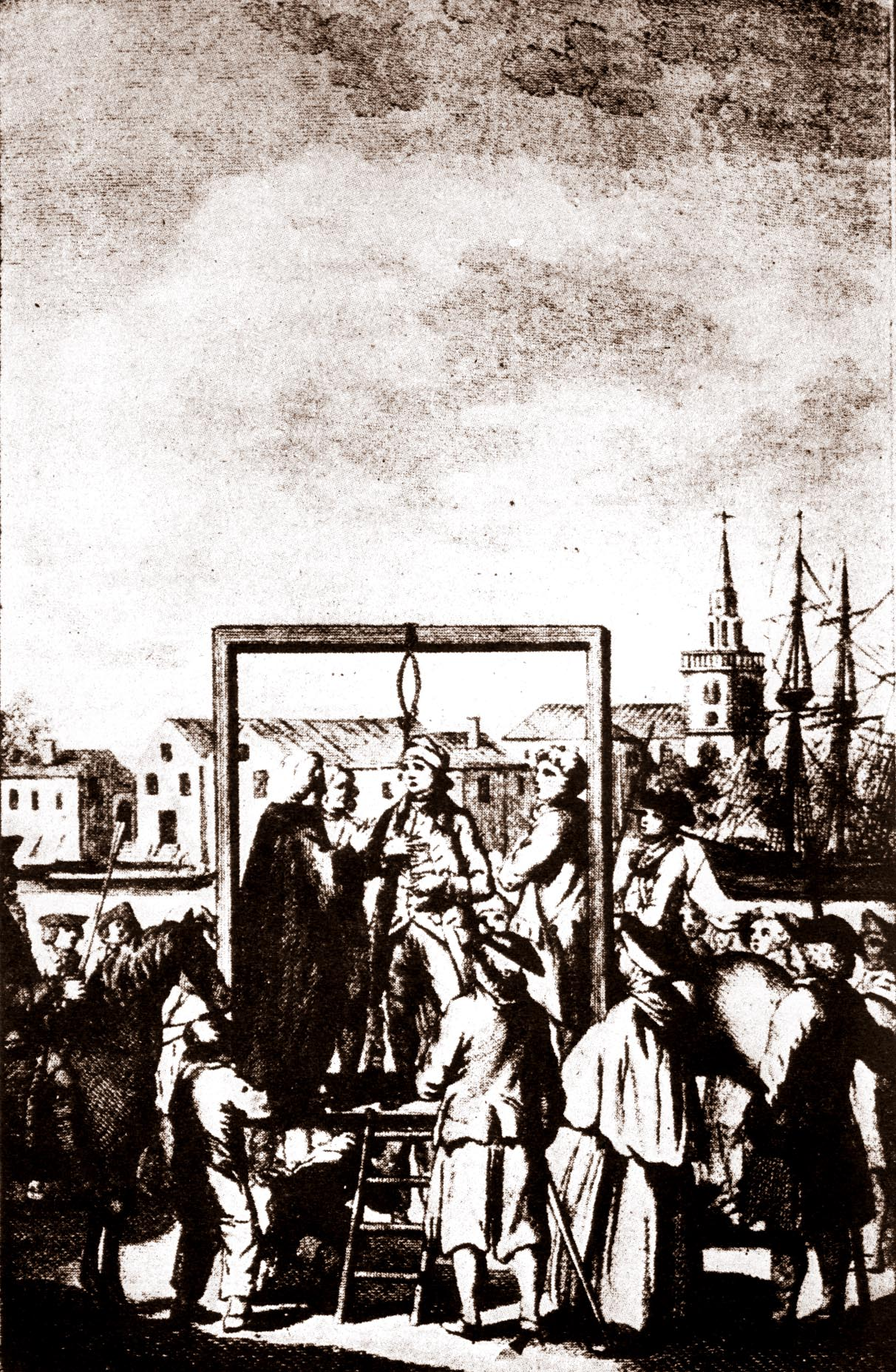
Pendaison d'un boucanier à Execution Dock, au XVIIe siècle.

Execution Dock est un lieu d'exécution anglais situé à Wapping, au bord de la Tamise. On y pendait les pirates, contrebandiers ou mutins qui avaient été condamnés à mort. Attestées dès 1598, les pendaisons à Execution Dock ont continué jusqu'au 16 décembre 1830, date des dernières pendaisons.

## Histoire

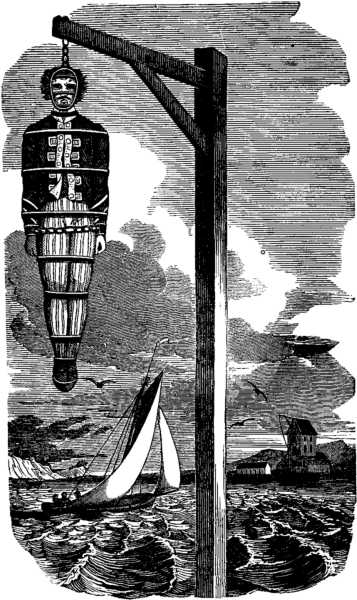
Cadavre du capitaine Kidd, accroché ensuite à un gibet pendant des années.

Le lieu servait pour exécuter les condamnés à mort relevant de l'Amirauté britannique, pour tous les crimes commis en mer. C'est pourquoi les exécutions se déroulaient à marée basse, là où s'arrêtait la terre et où commençait la mer. 
Les condamnés étaient exécutés par pendaison. On laissait ensuite leur cadavre suspendu à la corde jusqu'à ce que trois marées soient venues les recouvrir. Cette façon de procéder était déjà mentionnée par John Stow, dans son ouvrage A Survay of London, Written in the Year 1598 [sic]. C'est seulement après cette troisième marée qu'ils étaient déclarés officiellement morts. 
Le plus célèbre pirate à avoir été exécuté à Execution Dock est sans doute le capitaine Kidd, pendu le 23 mai 1701, dont le cadavre, enfermé dans une cage de métal, a été laissé ensuite pendu à un gibet au bord du fleuve pendant une longue durée, allant selon les uns  de près de deux ans, jusqu'à 20 ans selon d'autres, pour servir à l'édification de la population.

## Dans la culture
- Sous l'appellation Quai du Pendu dans la traduction française, Execution Dock est l'endroit où Philip Pullman fait résider la principale antagoniste de Sally Lockhart dans le premier tome de la série éponyme. Il y est décrit comme le lieu le plus sinistre de Wapping[5].